# Donzela-gigante
A donzela-gigante (Microspathodon dorsalis), é uma espécie de donzela do gênero Microspathodon. É nativa do norte da costa pacífica americana, é uma das poucas espécies de donzela que pertence ao gênero Microspathodon.

## Taxonomia
Foi descrito em 1862, por Theodore Nicholas Gill, um ictiologista americano.

## Aparência
Um peixe de corpo oval, com as barbatanas dorsal e peitoral compridas. Os adultos são azuis-marinho, mas os jovens são azuis um pouco claros ou amarelos com manchas azuis claras. Podem chegar à medir 31 centímetros e viverem até 20 anos.

## Biologia

### Adultos
As donzelas-gigante vivem solitárias em recifes de corais costeiros, mas são vistas especificamente nadando sobre corais do gênero Pocillopora. Em época de desova, os machos cuidam dos ovos até eclodirem e as fêmeas patrulham os arredores do ninho para afugentar predadores. Os ovos possuem a cor de verde-desbotado.

### Jovens
Os jovens são tímidos, vivem escondidos em fendas de pedras ou entre ramos de corais, as vezes são vistos em poças de maré.

## Distribuição
São nativos do norte da costa pacífica americana, dês do centro do Golfo da Califórnia até a Ilha Malpelo, Colômbia, incluindo Revillagigedo, Cocos e Galápagos.

## Usos humanos
Raramente são capturados para o comercio de aquários.